# Attentat de Ouagadougou (2016)
Pour les articles homonymes, voir Attentat de Ouagadougou.
L'attentat de Ouagadougou du 15 janvier 2016 a lieu lors de l'insurrection djihadiste au Burkina Faso. À 19 h 45, des hommes armés ont attaqué le bar Taxi Brousse, le restaurant Le Cappuccino et l'hôtel Splendid dans le centre de Ouagadougou, capitale du Burkina Faso. Ces lieux sont fréquentés principalement par des étrangers. L'attaque terroriste est revendiquée par Al-Qaïda au Maghreb islamique (AQMI). À la suite de ces événements ont été décrétés trois jours de deuil national.

## Attaque

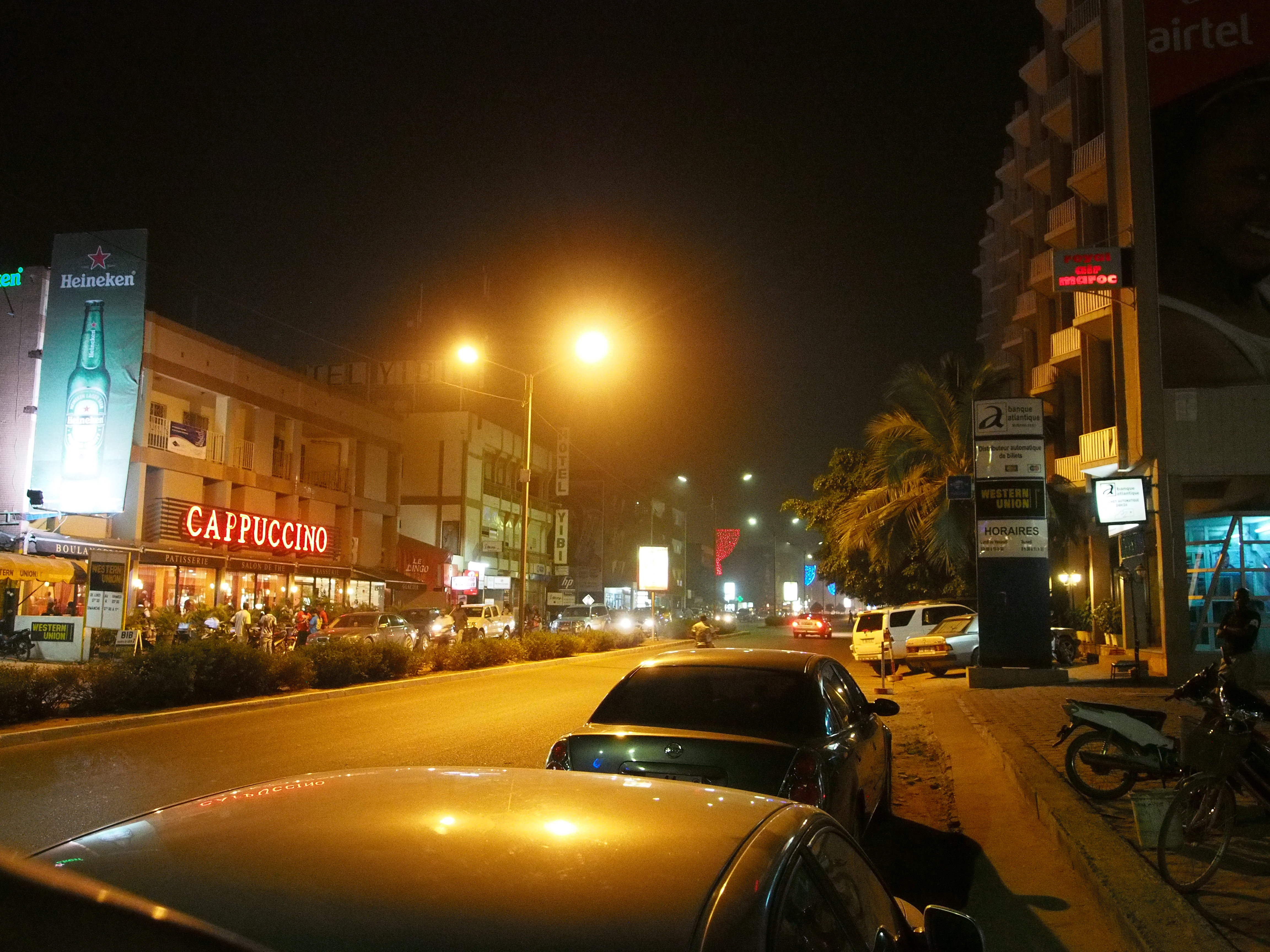
Le café Cappuccino de nuit en 2012.

À 19 h 30 ou 19 h 45, un commando composé de trois hommes enturbannés, habillés comme des bergers peuls selon une rescapée, arrive à pied sur l'avenue « Kwame N'Krumah ». Équipés d'armes automatiques, les assaillants ouvrent le feu sur la terrasse du restaurant Le Cappuccino, fréquentés par beaucoup d'Occidentaux.
À 20 h 45, les terroristes sont aperçus devant l'hôtel Yibi, ils incendient des véhicules et tirent quelques coups de feu pour éloigner les badauds. Ils entrent ensuite dans le Splendid Hotel.
Jamais le Burkina Faso n'avait connu un attentat terroriste d'une telle ampleur et les forces de sécurité tardent à réagir. Elles arrivent sur place deux heures après le début des attaques, ses hommes sont très mal équipés et les différentes unités ont des problèmes de coordination. Faute de matériel, les gendarmes burkinabè doivent attendre l'arrivée des forces spéciales françaises venues du Mali, où elles sont engagées au sein de l'opération Barkhane.
À 22 h, les forces de sécurité burkinabè de l'USIGN (Unité spéciale d’intervention de la gendarmerie nationale) sont devant le Splendid Hotel et Le Cappuccino, en flammes, mais ordre est donné d'attendre les Français avant de donner l'assaut. Les sapeurs-pompiers interviennent et évacuent 30 blessés. À 0 h 30, les forces spéciales françaises sont sur place,.
Cinquante hommes, Burkinabè et Français, participent à l'assaut sur le Splendid. Les Français sont en tête au rez-de-chaussée, puis les Burkinabè se répartissent les étages. Les fouilles durent de 1 h à 4 h 30. Mais les djihadistes ne sont plus à l'intérieur, ces derniers ouvrent le feu sur l'hôtel depuis l'extérieur, un soldat français est blessé à la jambe. Le Cappuccino et l'hôtel Yibi sont fouillés à leur tour, sans résultat. Les djihadistes changent plusieurs fois d'habits pour être plus discrets, ils se retranchent finalement dans le bar Taxi brousse. L'un d'entre eux en sort et ouvre le feu, mais il se retrouve face aux blindés burkinabè et aux forces spéciales françaises postées sur le toit du Splendid et il est aussitôt abattu. Vers 5 h, les deux derniers djihadistes sortent à leur tour du Taxi brousse, et sont abattus.
Au total, l'attaque a fait 30 victimes, toutes tuées devant le restaurant Le Cappuccino, l'attaque à l'intérieur du Splendid fait également plusieurs blessés, mais aucun tué. Une autre source mentionne un pompier tué à l'entrée de l'hôtel.

## Revendication
L'attaque est revendiquée par Al-Qaïda au Maghreb islamique (AQMI) et attribuée à la katiba Al-Mourabitoune. Ce groupe, auparavant indépendant, avait rallié AQMI le 4 décembre 2015. Le 17 janvier, AQMI publie un communiqué détaillé sur l'attaque de Ouagadougou et donne notamment les noms de guerre des trois assaillants ; Al-Battar Al-Ansari, Abu Muhammad al-Buqali et Ahmed al-Fulani,.

## Bilan des morts
| Pays d'origine | Nombre de décès | Éventuelles remarques |
| -------------- | --------------- | --- |
| Burkina Faso   | 8               | |
| Canada         | 6               | Les victimes sont quatre membres d'une famille de Lac-Beauport (Québec) et deux autres personnes de la région de Québec. Ils étaient allés bâtir une école au village de Langoussi.                                                          |
| Ukraine        | 4               | |
| France         | 2               | Deux Français et un Portugais vivant en France décédés étaient en mission pour leur société Scales, basée à Saint-Ouen-l'Aumône. Leila Alaoui, une Franco-Marocaine blessée par balles à la terrasse du Cappuccino, meurt 3 jours plus tard. |
| Suisse         | 2               | Parmi les deux Suisses figurait l'ancien conseiller national et ancien directeur des PTT Jean-Noël Rey. |
| Italie         | 1               | |
| Portugal       | 1               | |
| Maroc/ France  | 1               | La photographe et vidéaste franco-marocaine Leila Alaoui succombe à ses blessures le 18 janvier. |
| États-Unis     | 1               | |
| Pays-Bas       | 1               | Une femme de 67 ans originaire de Krimpen aan den IJssel. |
| Libye          | 1               | |
| Inconnus       | 2               | Terroristes présumés. |
| Total          | 30              | |

## Enquête
Le bar-restaurant Le Cappuccino et l'hôtel Splendid, situés en plein centre de Ouagadougou et fréquentés par de nombreux expatriés, étaient des cibles connues pour les terroristes. Le commando avait réservé une chambre à l'hôtel et les trois hommes, à peine âgés d'une vingtaine d'années, avaient changé plusieurs fois leurs vêtements pour ne pas être repérés. Le jour de l'attaque, ils auraient prié à la mosquée « des sunnites », proche des lieux des attaques.
Les enquêteurs sont convaincus que les assaillants ont été aidés de complices à l'intérieur de l'hôtel. Parmi les otages évacués dans la nuit vers le stade du 4-Août, au moins quatre hommes ont été interpellés, dont des étrangers. Ils auraient été filmés par des caméras de surveillance du Splendid en train de discuter avec les terroristes, avant les attentats.
Au mois de janvier 2017, un des organisateurs, Mimi Ould Baba Ould Cheikh, a été interpellé dans le nord du Mali. Celui-ci a confirmé que l'attentat avait été commandité par Mohamed Ould Nouini, adjoint de Mokhtar Belmokhtar, le responsable du groupe Al-Mourabitoune proche d’AQMI.

## Réactions

### National
- Burkina Faso : le président de la République Roch Marc Christian Kaboré a annoncé dans une déclaration radiodiffusée qu'« à compter du dimanche 17 janvier 2016, un deuil national de trois jours sera observé sur l'ensemble du territoire national et dans toutes les représentations diplomatiques et consulaires du Burkina Faso à l'étranger. […] Pour la première fois de notre histoire, notre pays a été victime d'une série d'attaques terroristes, barbares, ignobles, d'une ampleur sans précédent et d'une lâcheté inouïe. […] Devant ce lourd bilan humain que ces forces du mal ont infligé à notre peuple et à ses amis, la nation Burkinabé reste sous le choc. […] En ces moments difficiles pour la nation, je vous invite à être déterminés parce que notre engagement commun pour un Burkina démocratique et prospère est plus fort que jamais. », tout en invitant les populations à être vigilantes et à collaborer avec les forces de défense et de sécurité pour dénoncer toute personne ou situation suspecte.
- Burkina Faso : une marche silencieuse, la «chaîne de lumières», est initiée à Ouagadougou, via un appel sur les réseaux sociaux par un manager de musique, Walib Bara, et une journaliste, Raïssa Compaoré. Organisée une dizaine de jours après l'attentat, cette marche veut venir en soutien des victimes de l’attaque[25].

### International
- Algérie : Ramtane Lamamra, le ministre des Affaires étrangères a déclaré que « l'Algérie condamne avec la plus grande vigueur les attaques terroristes qui ont ciblé hier et aujourd'hui certains lieux dans la capitale burkinabé, Ouagadougou, et exprime sa solidarité avec les familles des victimes, ainsi qu'avec le gouvernement et le peuple Burkinabé. »[26].
- Canada : Justin Trudeau, le Premier ministre, a déclaré que «le Canada condamne au plus haut point les attentats terroristes meurtriers survenus à Ouagadougou, au Burkina Faso» et a proclamé au nom de tous les Canadiens : « […] nous offrons nos plus profondes condoléances aux familles, aux amis et aux collègues de toutes les personnes tuées, ainsi qu'un prompt rétablissement à toutes celles qui ont été blessées. Nous sommes profondément attristés par ces gestes insensés de violence contre des civils innocents. »[27].
- Côte d'Ivoire : le président de l'Assemblée nationale ivoirienne, Guillaume Soro, a exprimé sa compassion et sa solidarité aux autorités et au peuple Burkinabé sur son compte Facebook.[citation nécessaire]
- France : sur le compte Twitter du Palais de l'Élysée, il a été affirmé que « François Hollande fait part de son total soutien au peuple Burkinabé dans l'odieuse attaque frappant Ouagadougou. Les forces françaises apportent leur soutien aux forces Burkinabé. »[28]. Le Premier ministre, Manuel Valls, a également exprimé ses sentiments sur son compte Twitter : « En frappant le Burkina Faso, les terroristes ont de nouveau frappé le monde. Ensemble nous répondrons et nous vaincrons. » et « Notre Nation est dans la peine. Soutien aux familles des victimes françaises de Ouagadougou. ».
- Italie : la victime italienne a été confirmée par Paolo Gentiloni, le Ministère des Affaires étrangères et de la Coopération internationale, sur Twitter, en écrivant : « Même Michel, enfant italien de neuf ans, parmi les victimes des terroristes à Burkina Faso. Crime horrible. L'Italie près de son père Gaetano. »[citation nécessaire]
- Jordanie : le roi Abdallah II a qualifié ces attentats de « lâches » dans un télégramme au président du Burkina Faso. Il a également présenté ses condoléances et sa compassion aux proches des victimes.[citation nécessaire]
- Mexique : à travers le Secrétariat aux Affaires étrangères, le Gouvernement du Mexique a exprimé sa préoccupation pour ces événements sans précédent ainsi que son rejet total de toutes les violences et les actes de terrorisme qui menacent la population civile, tout en exprimant ses condoléances au peuple et au gouvernement burkinabé.[citation nécessaire]
- Russie : dans un communiqué, Sergueï Lavrov, le ministre des Affaires étrangères, a déclaré que « Moscou condamne fermement cette activité criminelle, dont la responsabilité a été revendiquée par un groupe extrémiste Al-Mourabitoune, affilié au célèbre groupe terroriste Al-Qaïda au Maghreb islamique. Nous exprimons nos plus sincères condoléances aux familles et aux amis des personnes tuées et je souhaite un prompt rétablissement aux blessés. ».[citation nécessaire]
- Suisse : à la suite du décès de Jean-Noël Rey, ancien conseiller national et ancien directeur de La Poste Suisse et de Georgie Lamon, ancien député au Grand Conseil du canton du Valais, le conseiller fédéral Didier Burkhalter, responsable du Département fédéral des affaires étrangères, a déclaré par voie de communiqué de presse : « Nous condamnons cet acte terroriste avec la plus grande fermeté, nous remercions les autorités des pays qui sont intervenus pour mettre fin à ces actes de violences et nous demandons que tout soit entrepris pour retrouver et juger les auteurs de ces attentats. Nos pensées sont en ce moment avec les familles et les proches des victimes. »[29].
- Tunisie : le pays « condamne fermement l'attaque terroriste et appelle la communauté internationale à intensifier les efforts pour éradiquer le fléau du terrorisme qui menace la paix et la sécurité. ».[citation nécessaire]
- Ukraine : Pavlo Klimkine se dit « choqué », tout en qualifiant ces attentats de « terroristes » et « tragiques », par le biais de Twitter, en confirmant par la même occasion qu'une famille de quatre Ukrainiens, composée de trois adultes et d'un enfant, avait été tuée.[citation nécessaire]